# رادیو النور
النور (به عربی: النور)، ایستگاه رادیویی متعلق به حزب‌الله لبنان در بیروت است که در ۹ مه ۱۹۸۸ راه‌اندازی شد.
در جنگ ۲۰۰۶ اسرائیل و لبنان، اسرائیل به ایستگاه تلویزیونی المنار و ایستگاه رادیویی النور متعلق به حزب‌الله حمله کرد.